# 이탈리아 태권도 연맹
이탈리아 태권도 연맹(이탈리아어: Federazione Italiana Taekwondo, FITA)은 이탈리아의 태권도 종목 행정을 총괄하는 스포츠 행정 기구이다. 이탈리아 국가 올림픽 위원회의 가맹 단체이다.

## 참고 문헌
- “이탈리아 태권도 연맹” (영어). 세계 태권도 연맹.